# Povilas Mačiulis

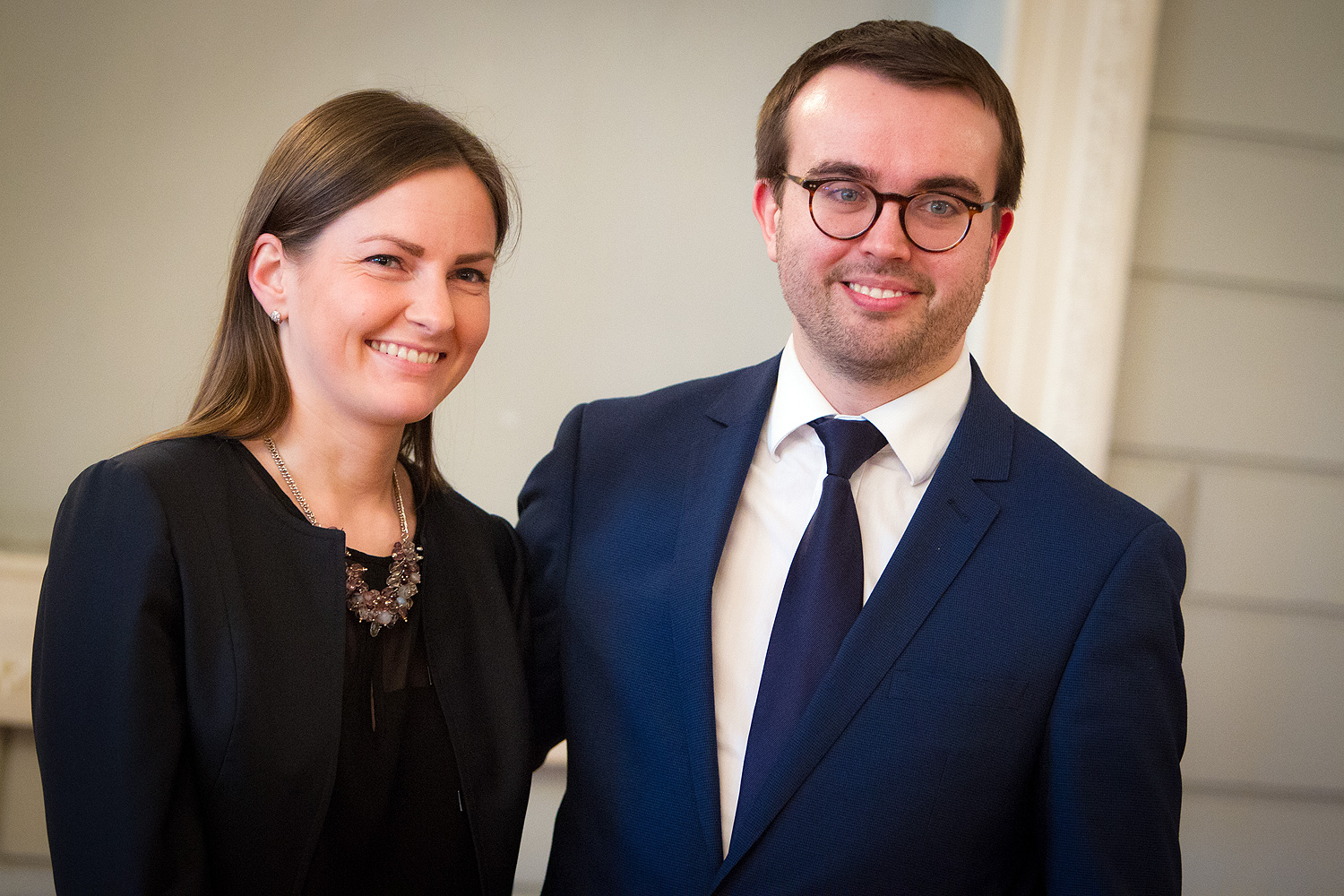

Povilas Mačiulis (* 29. November 1986 in Kaunas) ist ein litauischer Politiker, von 2011 bis 2018 Vizebürgermeister der Stadtgemeinde Kaunas.

## Leben
Nach dem Abitur 2006 am  Kunstgymnasium Kaunas studierte er die Wirtschaft an der Kauno technologijos universitetas und Design an der Kaunas-Fakultät der Vilniaus dailės akademija. Er ist Direktor der NGO „Vieningas Kaunas“,  „Tavo pramogos“, der  Assoziation „Laisvės alėjos bendruomenė“; Marketingsleiter von UAB „Kauno saulėtekis“. Von 2011 bis September 2018 war er stellvertretender Bürgermeister von Kaunas, Mitglied der Koalition „Vieningas Kaunas“. Er trat zurück, da er den ehemaligen Diplomaten Vygaudas Ušackas bei Präsidentschaftswahl in Litauen 2019 unterstützen und bei den Vorbereitungsarbeiten helfen plante, aber Ušackas verlor bei der Kandidaten-Wahl der konservativen Partei TS-LKD (zugunsten Ingrida Šimonytė). Seit 2019 ist er Berater des Kaunasser Bürgermeisters Visvaldas Matijošaitis.
Mačiulis ist ledig.